# Il Girasole
Il Girasole è stata una lista elettorale italiana, presentata alle elezioni politiche del 2001, all'interno della coalizione di centro-sinistra de L'Ulivo.

## Storia
Il 28 ottobre 2000 la portavoce dei Verdi, Grazia Francescato, lancia al Consiglio federale del suo partito l'idea de Il Girasole come lista che aggreghi quella parte del centrosinistra che non fa parte né dei Democratici di Sinistra né de La Margherita.
Primi interlocutori del progetto sono i Socialisti Democratici Italiani e il Partito dei Comunisti Italiani, ma si pensa anche a coinvolgere altri partiti minori de l'Ulivo (Movimento Repubblicani Europei e Federazione dei Liberali) e persino i Radicali.
Il 21 dicembre viene lanciato su la Repubblica un appello per la creazione del nuovo partito sottoscritto da firme prestigiose come Moni Ovadia e Oliviero Toscani. Fra le firme anche due membri del PdCI, Luciano Canfora e Vauro, mentre lo SDI è per ora assente.
Lo SDI, favorevole alla costituzione de Il Girasole, pone il veto sull'ingresso dei Comunisti Italiani, perché preferirebbe la lista collocata a destra dei DS.
La crisi raggiunge la sua acme in febbraio, quando si fa concreto il rischio che Il Girasole veda solo la partecipazione dei Verdi.
L'11 febbraio è rottura definitiva col PdCI che così è costretto a presentarsi alle elezioni in modo autonomo, ma la situazione resta ancora in stallo, tanto da preoccupare la persona che sarebbe stata indicata dall'Ulivo per la carica di presidente del consiglio in caso di vittoria, cioè Francesco Rutelli, che interverrà personalmente.
Il 26 febbraio viene presentato ufficialmente da Verdi e SDI il progetto de Il Girasole.
Il 6 marzo avviene la presentazione del simbolo equamente diviso fra il sole che ride ambientalista e la rosa del socialismo europeo.
Il 1º aprile si tiene la Conferenza programmatica del nuovo soggetto politico.
La lista, tuttavia, raccoglie soltanto il 2,2% delle preferenze, ben al di sotto dello sbarramento al 4%. Il cammino unitario si interrompe e, sin dalla prima costituzione dei nuovi gruppi parlamentari, i Verdi e lo Sdi proseguono per strade autonome, potendo contare soltanto sui deputati eletti in quota maggioritaria nei vari collegi uninominali (rispettivamente 8 e 9).

## Composizione

### Partiti membri
| Partito                         | Ideologia        | Collocazione    | Leader             |
| ------------------------------- | ---------------- | --------------- | ------------------ |
| Socialisti Democratici Italiani | Socialdemocrazia | Centro-sinistra | Enrico Boselli     |
| Federazione dei Verdi           | Ambientalismo    | Sinistra        | Grazia Francescato |